# Agencia de Ciencia, Competitividad Empresarial e Innovación
La Agencia de Ciencia, Competitividad Empresarial e Innovación, también conocida por la marca Sekuens, es una entidad pública del Gobierno del Principado de Asturias creada mediante Ley del Principado de Asturias 9/2022, de 30 de noviembre, publicada en el Boletín Oficial del Principado de Asturias el 23 de diciembre de 2022, para sustituir al Instituto de Desarrollo Económico del Principado de Asturias (IDEPA), que había sido creado mediante Ley del Principado de Asturias 2/2002, de 12 de abril, y que, a su vez, había subrogado todas las funciones del Instituto de Fomento Regional, creado mediante Ley del Principado de Asturias 6/1983, de 9 de agosto, y que promovió la creación, en 1984, de la sociedad anónima Sociedad Regional de Promoción del Principado de Asturias, de la que la Agencia de Ciencia, Competitividad Empresarial e Innovación ahora posee un 62,47% del capital social.
Tiene entre sus objetivos el despliegue de una política científica moderna y la transformación del tejido productivo a través del fomento de la investigación, el desarrollo tecnológico y la innovación (I+D+i).
Su marca asociada, Sekuens, fue creada por el estudio "El nombre de las cosas", dirigido por el poeta y nombrador asturiano Fernando Beltrán, y utiliza la S de Science (Ciencia), la E de Entrepreneur (Emprendedor), la K de Knowledge (conocimiento experto) y la U de University (universidad) unido al sufijo latino ens (acción).